# تايتشي سوزوكي
تايتشي سوزوكي (باليابانية: 鈴木 冬一) (30 مايو 2000 في هيغاشي-أوساكا في اليابان – )؛ هو لاعب كرة قدم كان يلعب كلاعب وسط.

## وصلات خارجية
- تايتشي سوزوكي على موقع الاتحاد الدولي (مؤرشف)  (الإنجليزية)
- تايتشي سوزوكي على موقع رابطة كرة القدم اليابانية للمحترفين (اليابانية)
- تايتشي سوزوكي على موقع قاعدة بيانات كرة القدم.إي يو (الإنجليزية)
- تايتشي سوزوكي على موقع ليكيب (الفرنسية)
- تايتشي سوزوكي على موقع Soccerway.com (الإنجليزية)
- تايتشي سوزوكي على موقع عالم كرة القدم.نت (الإنجليزية)